# غبغبک

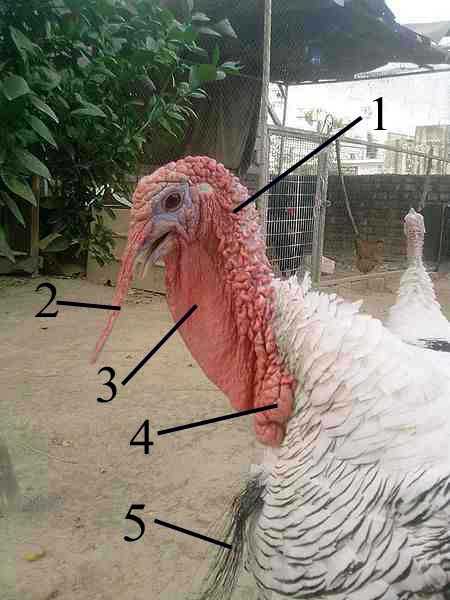
کالبدشناسی ظاهری سر و گردن بوقلمون اهلی: ۱. گوش‌آویز ۲. نوک‌آویز ۳. غبغبک ۴. گوشتاله ۵. ریش

غَبغَبَک لایه یا قلمبهٔ گوشتی است که از قسمت‌های مختلف کناره سر یا گردن برخی گروه‌های پرندگان، پستانداران، یا دیگر حیوانات آویزان است.
غبغبک به همراه تاج گوشتی، نوک‌آویز، و گوش‌آویز جمعاً گوشت‌آویز حیوانات را تشکیل می‌دهند.
| نام آویزه گوشتی | برابر انگلیسی  | توضیح |
| غبغبک           | wattle         | غبغبک لایه یا قلمبهٔ گوشتی است که از قسمت‌های مختلف کناره سر یا گردن برخی حیوانات آویزان است.                                                                                           |
| گوش‌آویز         | earlobe        | زائده گوشتی که از گوش و اطراف آن آویزان باشد. به آن نرمه گوش و گوشک هم گفته شده‌است.                                                                                                   |
| نوک‌آویز         | snood          | زائده گوشتی طولانی که از پیشانی بوقلمون به سمت نوک آن آویزان است. |
| تاج گوشتی       | comb           | تاج گوشتی یا پوپ، زائده گوشتی است که بر روی سر خروس و برخی دیگر حیوانات می‌روید. |
| غبغب            | dewlap         | غبغب یا زنخ‌آویز لایه‌ای گوشتی است که بر روی چانه برخی سگ‌ها و برخی دیگر حیوانات آویزان است.                                                                                             |
| گوشتاله         | major caruncle | گوشت‌آویز قلمبه‌ای است که در پایین دیگر گوشت‌آویزها آویزان است. |
| گوشت‌آویز        | caruncle       | در بیشتر حیوانات، به مجموع غبغب، غبغبک، گوش‌آویز، نوک‌آویز، گوشتاله، و تاج گوشتی، گوشت‌آویز یا قرمزگوشت می‌گویند. در مورد بوقلمون اما، به زائده‌های گوشتی پشت سر و گردن، گوشت‌آویز می‌گویند. |

## نگارخانه

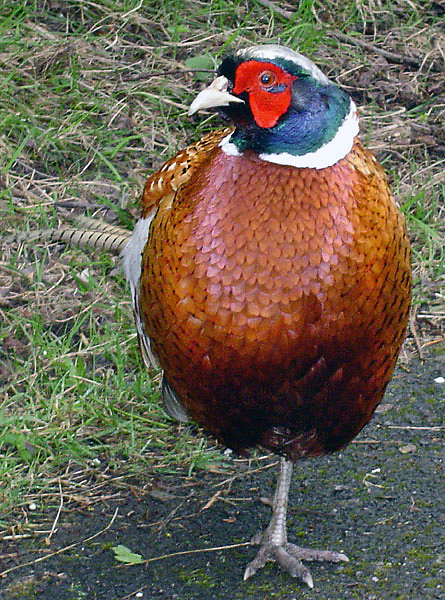
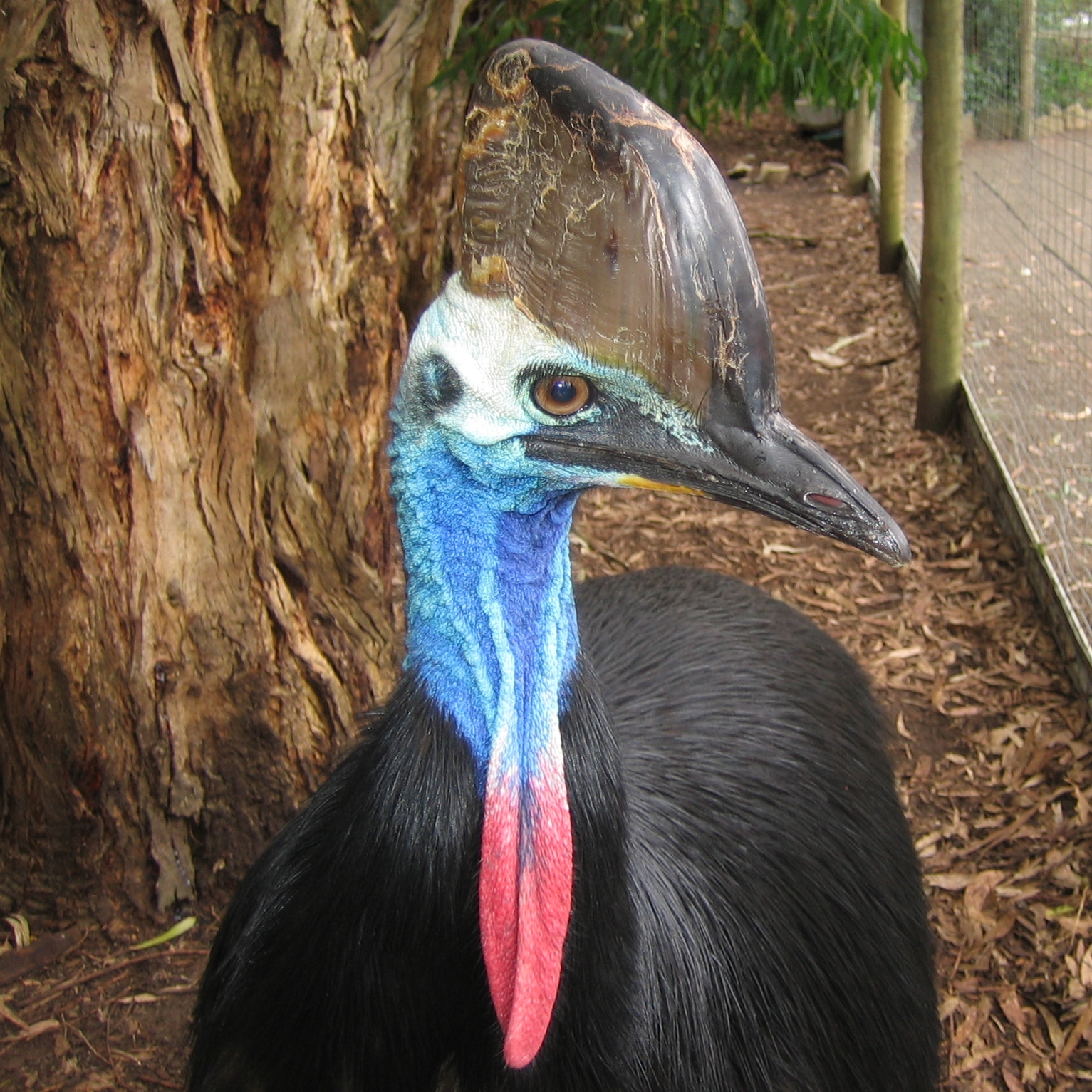
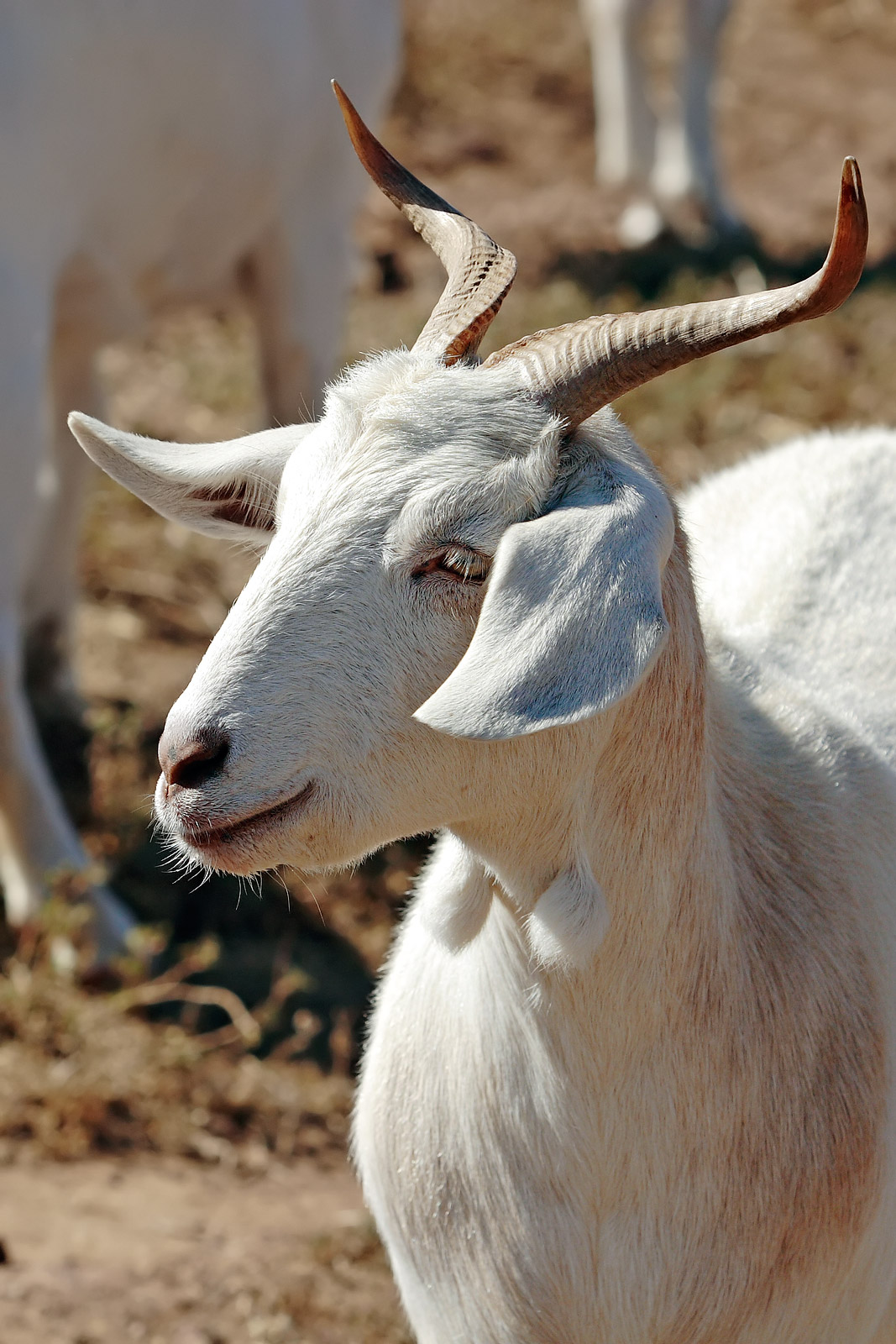
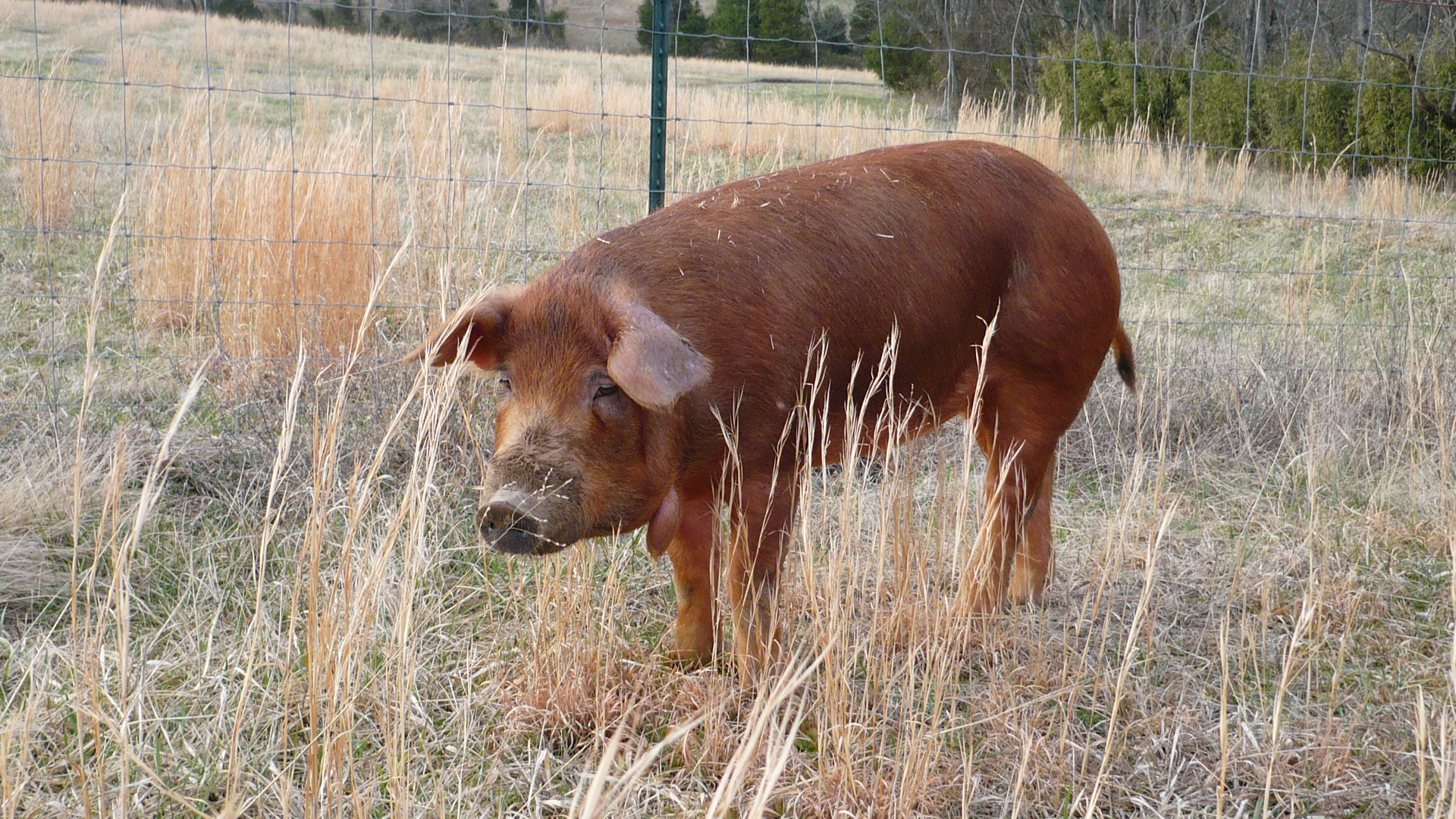